# Bernard Dupouy
Bernard Depouy, né le 1er juillet 1825 à Bordeaux (Gironde) et mort le 23 décembre 1900 à Bordeaux (Gironde), est un homme politique français.
Avocat à Bordeaux en 1851, il est conseiller général du canton de Bourg en 1871, et député de la Gironde, inscrit au groupe de l'Union républicaine, de 1873 à 1879. Siégeant à gauche, il est l'un des 363 qui refusent la confiance au gouvernement de Broglie le 16 mai 1877. Il est sénateur de la Gironde de 1879 à 1896.

### Sources
- « Bernard Dupouy », dans le Dictionnaire des parlementaires français (1889-1940), sous la direction de Jean Jolly, PUF, 1960 [détail de l’édition]
- « Bernard Dupouy », dans Adolphe Robert et Gaston Cougny, Dictionnaire des parlementaires français, Edgar Bourloton, 1889-1891 [détail de l’édition]